# Astragalus brauntonii
Astragalus brauntonii là một loài thực vật có hoa trong họ Đậu. Loài này được Parish miêu tả khoa học đầu tiên.